# Мокроусское муниципальное образование
Мокроусское муниципальное образование — муниципальное образование со статусом городского поселения в Фёдоровском районе Саратовской области Российской Федерации.
Административный центр — посёлок городского типа Мокроус.

## История
Статус и границы городского поселения установлены Законом Саратовской области от 27 декабря 2004 года N 107-ЗСО «О муниципальных образованиях,  входящих в состав Фёдоровского района».

## Население
| 2009  | 2010  | 2011  | 2012  | 2013  | 2014  | 2015  |
| ----- | ----- | ----- | ----- | ----- | ----- | ----- |
| 6790  | ↗7250 | ↘7221 | ↘7136 | ↘7130 | ↘7061 | ↘6990 |
| 2016  | 2017  | 2018  | 2019  | 2020  | 2021  |       |
| ↘6956 | ↘6849 | ↘6722 | ↘6619 | ↘6480 | ↘6222 |       |

## Состав городского поселения
| № | Населённый пункт | Тип населённого пункта                  | Население |
| - | ---------------- | --------------------------------------- | --------- |
| 1 | Ивановка         | село                                    | ↘362      |
| 2 | Мокроус          | рабочий посёлок, административный центр | ↘5860     |